# Ángela Vallvey Arévalo

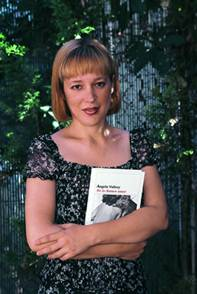
Ángela Vallvey

Ángela Vallvey Arévalo (San Lorenzo de Calatrava, Ciudad Real, 1964) és una escriptora castellanomanxega.
Llicenciada en Història Contemporània per la Universitat de Granada cursà després Filosofia i Antropologia.
Començà com a escriptora de novel·la juvenil, escrivint més tard poesia. És habitual en tertúlies dels mitjans de comunicació (Herrera en la onda, Madrid opina i Las mañanas de cuatro)

## Premis
- Premi Jaén de Poesia (1999) El tamaño del universo
- Premi Nadal LVII (2002) Los estados carenciales.
- finalista del Premi Planeta (2008). Muerte entre poetas